# 便失禁
便失禁（べんしっきん、Fecal incontinence、FI）、一般に肛門失禁（こうもんしっきん、anal incontinence）は、体の浄化コントロール不足で、腸内の不本意な便の漏れを引き起こすこと（胃腸内のガス、下痢状態や粘液、または固体排泄物を含む）。FIは診断結果ではなく徴候または症状で、この失禁はさまざまな原因で起こることがあり、便秘または下痢のどちらかで起こることもある。
失禁自体は肛門サンプリング機構を含め相互に関連する要因によって維持されており、通常、失禁が発症するにはこれらの機構に複数の欠陥があるのであるが、最も一般的な原因は出産による即時または遅発性の損傷、以前の直腸肛門手術による合併症（特に肛門括約筋または痔の血管クッションを含む）、排便習慣の変化（例：過敏性腸症候群、クローン病、潰瘍性大腸炎）などや食物不耐性、またはオーバーフロー失禁を伴う便秘および受容的な肛門性交などもあり、成人の推定2.2％が罹患しているとされる。

## 社会と文化
この症状のある人は、嘲笑されたり公衆に虐待されたりするがそれは他の点では健康な個人において最も心理的にそして社会的に衰弱させる状況の一つとされてきた。高齢者が介護施設に入院するための最も一般的な理由の一つとされる。人生の早い時期にFIを発症した人は、結婚したり雇用を獲得する可能性が低下、したがって多くの場合、こうした人々は自分の状態を秘密にしておく傾向があり、その問題を身近な家族、雇用主または臨床医と話し合わないので、「黙する苦悩」とも呼ばれてきた。ゴシップ、敵意、その他の社会的排除の対象となる可能性が高いのである。経済的コストの面ではあまり注目されていないがオランダでは外来患者の年間総費用は2169ユーロで、その半分以上が仕事生産性の低さが理由である。米国では、1996年の一人あたりのこの手の治療平均生涯費用（治療と経過観察）は17,166ドルで、括約筋形成術の平均入院費は1手術あたり8555ドル。全体として、米国では、手術に関連する総費用は1998年の3400万ドルから2003年には5750万ドルに増加。仙骨神経刺激、動的椎体形成術および人工肛門形成術はすべて費用対効果が高いことが示された。

### 日本
日本で最も攻撃的な侮辱を意味する言葉の中で（英語でのファック！（fuck）と同じレベルで）失禁に関するものがある。クソッタレ/クソタレとシッコタレ（ション便タレ）は、それぞれ糞垂（シットハンガー/リーク/オーザー）とおしっこ（/リーク/オーザー）を意味する。

## 研究
設計から成長した肛門括約筋の幹細胞は、正常マウスに移植されており、新しい血管が発達し、そしてこの組織は正常な収縮および弛緩を示した。将来的には、これらの方法はFIの管理の一部となり、人工腸括約筋のような罹患率の高い植込み型装置の必要性を示唆する。